# Dasypoda morotei
Dasypoda morotei is een vliesvleugelig insect uit de familie Melittidae. De wetenschappelijke naam van de soort is voor het eerst geldig gepubliceerd in 1928 door Quilis.